# Ayr RFC
Der Ayr Rugby Football Club ist ein Rugby-Union-Verein, der in der Scottish Premiership spielt. Die Heimspiele werden in Millbrae ausgetragen.
Der Verein wurde 1897 gegründet. Seit 1964 spielt er in Millbrae. Im Jahr 2009 konnte der Club erstmals die schottische Meisterschaft gewinnen und dies bereits drei Spieltage vor Abschluss der Saison. Man qualifizierte sich damit für den British and Irish Cup, um den in der Saison 2009/10 zum ersten Mal gespielt wird.

## Bekannte ehemalige Spieler
- Alistair Boyle
- Derek Lee
- Stephen Munro
- Derek Stark
- Gordon Strachan